# Dore (Fluss)
Die Dore ist ein Fluss in Frankreich, der im Département Puy-de-Dôme in der Region Auvergne-Rhône-Alpes verläuft. Sie entspringt unter dem Namen Ruisseau de Berny beim Weiler Le Brémont, an der Gemeindegrenze von Saint-Germain-l’Herm und Saint-Bonnet-le-Bourg, entwässert zunächst nach Südosten, dreht dann auf Nord bis Nordwest, durchquert den Regionalen Naturpark Livradois-Forez und mündet nach rund 140 Kilometern an der Gemeindegrenze von Ris und Mons als rechter Nebenfluss in den Allier.

## Orte am Fluss
(Reihenfolge in Fließrichtung)
- Dore-l’Église
- Marsac-en-Livradois
- Ambert
- Vertolaye
- Olliergues
- Sauviat
- Courpière
- Néronde-sur-Dore
- Peschadoires
- Dorat
- Puy-Guillaume

## Sehenswürdigkeiten
- Pont du Diable, mittelalterliche Brücke (15. Jahrhundert) über den Fluss bei Olliergues – Monument historique[4]